# Campeonato Sul-Americano de Corta-Mato de 2011
O 26º Campeonato Sul-Americano de Corta-Mato de 2011 foi realizado em Assunção, no Paraguai, no dia 20 de fevereiro de 2011. Participaram da competição 97 atletas de dez nacionalidades distribuídos em seis provas. Na categoria sênior masculino Solonei Rocha da Silva do Brasil levou o ouro, e na categoria sênior feminino Simone Alves da Silva do Brasil levou o ouro. 

## Medalhistas
Esses foram os campeões da competição. 
| Evento                   | Ouro                                    | Ouro    | Prata                                  | Prata   | Bronze                                        | Bronze  |
| ------------------------ | --------------------------------------- | ------- | -------------------------------------- | ------- | --------------------------------------------- | ------- |
| Individual               |                                         |         |                                        |         |                                               |         |
| Masculino sênior (12 km) | Solonei Rocha da Silva · Brasil         | 36:38.9 | Gladson Alberto Silva Barbosa · Brasil | 36:41.6 | Iván Darío González · Colômbia                | 37:47.2 |
| Masculino junior (8 km)  | José Luis Rojas · Peru                  | 24:56.4 | Miguel Amador · Colômbia               | 25:26.5 | Guilherme Ademilson dos Anjos Santos · Brasil | 25:48.2 |
| Masculino juvenil (4 km) | Victor Vinícius Alves da Silva · Brasil | 12:14.0 | Nelson Blanco · Colômbia               | 12:18.0 | Mauricio Romario Díaz · Peru                  | 12:20.0 |
| Feminino sênior (8 km)   | Simone Alves da Silva · Brasil          | 27:04.1 | Wilma Arizapana · Peru                 | 27:45.3 | Rosa Godoy · Argentina                        | 27:53.0 |
| Feminino junior (6 km)   | Alelí Aparicio · Peru                   | 21:20.6 | Florencia Borelli · Argentina          | 21:26.0 | Jovana de la Cruz · Peru                      | 21:37.5 |
| Feminino juvenil (3 km)  | Zulema Arenas · Peru                    | 10:09.8 | Ana Ailín Funes · Argentina            | 10:12.6 | Lucy Basilio · Peru                           | 10:12.9 |
| Equipe                   |                                         |         |                                        |         |                                               |         |
| Masculino sênior         | Brasil                                  | 7       | Equador                                | 25      | Chile                                         | 36      |
| Masculino júnior         | Brasil                                  | 15      | Uruguai                                | 23      | Argentina                                     | 39      |
| Masculino juvenil        | Brasil                                  | 5       | Colômbia                               | 8       | Argentina                                     | 15      |
| Feminino sênior          | Brasil                                  | 14      | Argentina                              | 17      | Peru                                          | 23      |
| Feminino júnior          | Peru                                    | 10      | Brasil                                 | 21      | Paraguai                                      | 39      |
| Feminino juvenil         | Peru                                    | 4       | Argentina                              | 7       | Brasil                                        | 11      |

## Resultados da corrida

### Masculino sênior (12 km)
Individual
| Posição           | Atleta                        | Nacionalidade | Tempo   |
| ----------------- | ----------------------------- | ------------- | ------- |
| Medalha de ouro   | Solonei Rocha da Silva        | Brasil        | 36:38.9 |
| Medalha de prata  | Gladson Alberto Silva Barbosa | Brasil        | 36:41.6 |
| Medalha de bronze | Iván Darío González           | Colômbia      | 37:47.2 |
| 4                 | Éderson Pereira               | Brasil        | 37:51.4 |
| 5                 | Joilson Bernardo da Silva     | Brasil        | 37:55.1 |
| 6                 | Cristóbal Narváez             | Equador       | 38:06.6 |
| 7                 | Miguel Almachi                | Equador       | 38:22.8 |
| 8                 | Jorge Mérida                  | Argentina     | 38:26.2 |
| 9                 | Enzo Yañez                    | Chile         | 38:32.1 |
| 10                | Víctor Aravena                | Chile         | 38:35.7 |
| 11                | Derlis Ayala                  | Paraguai      | 38:38.9 |
| 12                | César Pilaluisa               | Equador       | 38:49.9 |
| 13                | Matías Scheil                 | Argentina     | 39:14.3 |
| 14                | Santiago Casco                | Uruguai       | 39:30.6 |
| 15                | Pedro Ramos                   | Equador       | 39:37.7 |
| 16                | Pedro Duarte                  | Paraguai      | 39:38.3 |
| 17                | Leslie Encina                 | Chile         | 40:14.5 |
| 18                | Franklin Aduviri              | Bolívia       | 40:37.8 |
| 19                | Martín Méndez                 | Argentina     | 40:47.8 |
| 20                | Franco Forestier              | Uruguai       | 41:13.2 |
| 21                | José Mario Rodríguez          | Uruguai       | 42:01.7 |
| 22                | Aldo González                 | Paraguai      | 43:01.1 |
| 23                | Jorge Castillo                | Paraguai      | 43:14.2 |
| 24                | Orlando Elizeche              | Paraguai      | 44:06.6 |
| —                 | Israel dos Anjos              | Brasil        | DNF     |

Equipe
| Solonei Rocha da Silva        | 1     |
| Gladson Alberto Silva Barbosa | 2     |
| Éderson Pereira               | 4     |
| (Joilson Bernardo da Silva)   | (5)   |
| (Israel dos Anjos)            | (DNF) |

| Cristóbal Narváez | 6    |
| Miguel Almachi    | 7    |
| César Pilaluisa   | 12   |
| (PPedro Ramos)    | (15) |

| Enzo Yañez     | 9  |
| Víctor Aravena | 10 |
| Leslie Encina  | 17 |

| Jorge Mérida  | 8  |
| Matías Scheil | 13 |
| Martín Méndez | 19 |

| Derlis Ayala       | 11   |
| Pedro Duarte       | 16   |
| Aldo González      | 22   |
| (Jorge Castillo)   | (23) |
| (Orlando Elizeche) | (24) |

| Santiago Casco       | 14 |
| Franco Forestier     | 20 |
| José Mario Rodríguez | 21 |

* Nota: Os atletas entre parênteses não pontuaram para o resultado da equipe.

### Masculino júnior (8 km)
Individual
| Posição           | Atleta                               | Nacionalidade | Tempo   |
| ----------------- | ------------------------------------ | ------------- | ------- |
| Medalha de ouro   | José Luis Rojas                      | Peru          | 24:56.4 |
| Medalha de prata  | Miguel Amador                        | Colômbia      | 25:26.5 |
| Medalha de bronze | Guilherme Ademilson dos Anjos Santos | Brasil        | 25:48.2 |
| 4                 | Javier Marmo                         | Uruguai       | 26:03.5 |
| 5                 | João Luís Ferreira Prado Filho       | Brasil        | 26:17.8 |
| 6                 | Lucirio Antonio Garrido              | Venezuela     | 26:21.6 |
| 7                 | Ioran Fernandes Etchechury           | Brasil        | 26:59.1 |
| 8                 | Gaspar Gexmonat                      | Uruguai       | 27:11.0 |
| 9                 | David Prudencio Rodríguez            | Argentina     | 27:11.8 |
| 10                | Edgar Fernández                      | Peru          | 27:35.0 |
| 11                | Gerardo Martino                      | Uruguai       | 27:49.0 |
| 12                | William Aveiro                       | Paraguai      | 27:52.7 |
| 13                | Sebastián Molinet                    | Chile         | 28:02.2 |
| 14                | Gustavo Frencia                      | Argentina     | 28:39.8 |
| 15                | Ataíde Felipe de Souza               | Brasil        | 28:42.6 |
| 16                | Sebastián Cano                       | Argentina     | 28:56.2 |
| 17                | Wilfrido Benítez                     | Paraguai      | 30:49.0 |
| —                 | Federico Bruno                       | Argentina     | DNF     |
| —                 | Antonio Ariel Sanabria               | Paraguai      | DNF     |

Equipe
| Guilherme Ademilson dos Anjos Santos | 3    |
| João Luís Ferreira Prado Filho       | 5    |
| Ioran Fernandes Etchechury           | 7    |
| (Ataíde Felipe de Souza)             | (15) |

| Javier Marmo    | 4  |
| Gaspar Gexmonat | 8  |
| Gerardo Martino | 11 |

| David Prudencio Rodríguez | 9     |
| Gustavo Frencia           | 14    |
| Sebastián Cano            | 16    |
| (Federico Bruno)          | (DNF) |

| William Aveiro         | 12    |
| Wilfrido Benítez       | 17    |
| Antonio Ariel Sanabria | (DNF) |

* Nota: Os atletas entre parênteses não pontuaram para o resultado da equipe.

### Masculino juvenil (4 km)
Individual
| Posição           | Atleta                         | Nacionalidade | Tempo   |
| ----------------- | ------------------------------ | ------------- | ------- |
| Medalha de ouro   | Victor Vinícius Alves da Silva | Brasil        | 12:14.0 |
| Medalha de prata  | Nelson Blanco                  | Colômbia      | 12:18.0 |
| Medalha de bronze | Mauricio Romario Díaz          | Peru          | 12:20.0 |
| 4                 | Romário Santos Viana           | Brasil        | 12:20.3 |

Equipe
| Victor Vinícius Alves da Silva | 1 |
| Romário Santos Viana           | 4 |

| Nelson Blanco   | 2 |
| Ramiro Sanabria | 6 |

| Javier Ruíz        | 7 |
| Cristián Cristaldo | 8 |

| Matías Barros     | 9    |
| Manuel Quintera   | 10   |
| (Luciano Andrada) | (11) |

| Pedro Recalde   | 12   |
| Alexis Cáceres  | 13   |
| (Atanasio Ríos) | (14) |

* Nota: Os atletas entre parênteses não pontuaram para o resultado da equipe.

### Feminino sênior (8 km)
Individual
| Posição           | Atleta                      | Nacionalidade | Tempo   |
| ----------------- | --------------------------- | ------------- | ------- |
| Medalha de ouro   | Simone Alves da Silva       | Brasil        | 27:04.1 |
| Medalha de prata  | Wilma Arizapana             | Peru          | 27:45.3 |
| Medalha de bronze | Rosa Godoy                  | Argentina     | 27:53.0 |
| 4                 | Nadia Rodríguez             | Argentina     | 27:59.6 |
| 5                 | Ángela Figueroa             | Colômbia      | 28:03.5 |
| 6                 | Adriana Aparecida da Silva  | Brasil        | 28:17.8 |
| 7                 | Tatiele Roberta de Carvalho | Brasil        | 28:21.7 |
| 8                 | Camila Aparecida dos Santos | Brasil        | 28:27.2 |
| 9                 | Rocío Cantará               | Peru          | 28:44.9 |
| 10                | Nancy Gallo                 | Argentina     | 29:00.8 |
| 11                | Rosa Chacha                 | Equador       | 29:23.6 |
| 12                | Yoni Ninahuamán             | Peru          | 29:38.6 |
| 13                | Andrea Latapie              | Argentina     | 29:41.5 |
| 14                | Eliona Delgado              | Peru          | 30:29.8 |
| 15                | Carmen Martínez             | Paraguai      | 30:37.3 |
| 16                | Yeisy Álvarez               | Venezuela     | 30:59.5 |
| 17                | Rosa Ramos                  | Paraguai      | 31:12.5 |
| 18                | Dina Cid                    | Chile         | 32:45.7 |
| 19                | Gladys Riquelme             | Paraguai      | 40:56.4 |

Equipe
| Simone Alves da Silva         | 1   |
| Adriana Aparecida da Silva    | 6   |
| Tatiele Roberta de Carvalho   | 7   |
| (Camila Aparecida dos Santos) | (8) |

| Rosa Godoy       | 3    |
| Nadia Rodríguez  | 4    |
| Nancy Gallo      | 10   |
| (Andrea Latapie) | (13) |

| Wilma Arizapana  | 2    |
| Rocío Cantará    | 9    |
| Yoni Ninahuamán  | 12   |
| (Eliona Delgado) | (14) |

| Carmen Martínez | 15 |
| Rosa Ramos      | 17 |
| Gladys Riquelme | 19 |

* Nota: Os atletas entre parênteses não pontuaram para o resultado da equipe.

### Feminino júnior (6 km)
Individual
| Posição           | Atleta                        | Nacionalidade | Tempo   |
| ----------------- | ----------------------------- | ------------- | ------- |
| Medalha de ouro   | Alelí Aparicio                | Peru          | 21:20.6 |
| Medalha de prata  | Florencia Borelli             | Argentina     | 21:26.0 |
| Medalha de bronze | Jovana de la Cruz             | Peru          | 21:37.5 |
| 4                 | Patrícia Lemos da Silva       | Brasil        | 21:47.4 |
| 5                 | Andrea Torres                 | Equador       | 22:16.6 |
| 6                 | Inga Quinto                   | Peru          | 22:25.9 |
| 7                 | Florencia Celser              | Argentina     | 22:28.3 |
| 8                 | Erika Oliveira Lima           | Brasil        | 22:43.6 |
| 9                 | Zeneide Soares Lisboa         | Brasil        | 24:03.3 |
| 10                | Giselle Álvarez               | Chile         | 24:13.4 |
| 11                | Mónica Triana                 | Colômbia      | 24:24.3 |
| 12                | Tania Sapoznik                | Paraguai      | 26:16.2 |
| 13                | Conny Willms                  | Paraguai      | 27:55.9 |
| 14                | Deysi Carolina Fleitas        | Paraguai      | 30:02.2 |
| 15                | Daysi Santander               | Paraguai      | 33:23.2 |
| —                 | Adriana Cristina Silva da Luz | Brasil        | DNF     |

Equipe
| Alelí Aparicio    | 1 |
| Jovana de la Cruz | 3 |
| Inga Quinto       | 6 |

| Patrícia Lemos da Silva         | 4     |
| Erika Oliveira Lima             | 8     |
| Zeneide Soares Lisboa           | 9     |
| (Adriana Cristina Silva da Luz) | (DNF) |

| Tania Sapoznik         | 12   |
| Conny Willms           | 13   |
| Deysi Carolina Fleitas | 14   |
| (Daysi Santander)      | (15) |

* Nota: Os atletas entre parênteses não pontuaram para o resultado da equipe.

### Feminino juvenil (3 km)
Individual
| Posição           | Atleta                            | Nacionalidade | Tempo   |
| ----------------- | --------------------------------- | ------------- | ------- |
| Medalha de ouro   | Zulema Arenas                     | Peru          | 10:09.8 |
| Medalha de prata  | Ana Ailín Funes                   | Argentina     | 10:12.6 |
| Medalha de bronze | Lucy Basilio                      | Peru          | 10:12.9 |
| 4                 | Jéssica Ladeira Soares            | Brasil        | 10:32.9 |
| 5                 | Sofía Luna                        | Argentina     | 11:01.9 |
| 6                 | Marbell Padilla                   | Colômbia      | 11:04.2 |
| 7                 | Jacira Coutinho de Freitas Santos | Brasil        | 11:21.7 |
| 8                 | Mónica García                     | Colômbia      | 11:25.2 |
| 9                 | Fátima Amarilla                   | Paraguai      | 11:41.4 |
| 10                | María José Bellagamba             | Chile         | 11:49.4 |
| 11                | María Pía Fernández               | Uruguai       | 11:54.4 |
| 12                | Evelyn Santillano                 | Uruguai       | 12:21.7 |
| 13                | Olga Fleitas                      | Paraguai      | 13:13.7 |
| 14                | Ada López                         | Paraguai      | 13:20.9 |

Equipe
| Zulema Arenas | 1 |
| Lucy Basilio  | 3 |

| Ana Ailín Funes | 2 |
| Sofía Luna      | 5 |

| Jéssica Ladeira Soares            | 4 |
| Jacira Coutinho de Freitas Santos | 7 |

| Marbell Padilla | 6 |
| Mónica García   | 8 |

| Fátima Amarilla | 9    |
| Olga Fleitas    | 13   |
| (Ada López)     | (14) |

| María Pía Fernández | 11 |
| Evelyn Santillano   | 12 |

* Nota: Os atletas entre parênteses não pontuaram para o resultado da equipe.

## Quadro de medalhas (não oficial)
| Ordem | País      | Medalha de ouro | Medalha de prata | Medalha de bronze | Total |
| ----- | --------- | --------------- | ---------------- | ----------------- | ----- |
| 1     | Brasil    | 7               | 2                | 2                 | 11    |
| 2     | Peru      | 5               | 1                | 4                 | 10    |
| 3     | Argentina | 0               | 4                | 3                 | 7     |
| 4     | Colômbia  | 0               | 3                | 1                 | 4     |
| 5     | Equador   | 0               | 1                | 0                 | 1     |
| 5     | Uruguai   | 0               | 1                | 0                 | 1     |
| 7     | Chile     | 0               | 0                | 1                 | 1     |
|       | TOTAL     | 12              | 12               | 11                | 35    |

* Nota: O total de medalhas incluem  as competições individuais e de equipe, com medalhas na competição por equipe contando como uma medalha.

## Participação
De acordo com uma contagem não oficial, participaram 97 atletas de 10 nacionalidades.
| - Argentina (15) - Bolívia (1) - Brasil (21) - Chile (7) | - Colômbia (7) - Equador (6) - Paraguai (18) | - Peru (12) - Uruguai (8) - Venezuela (2) |